# Plaques de matrícula de Suècia

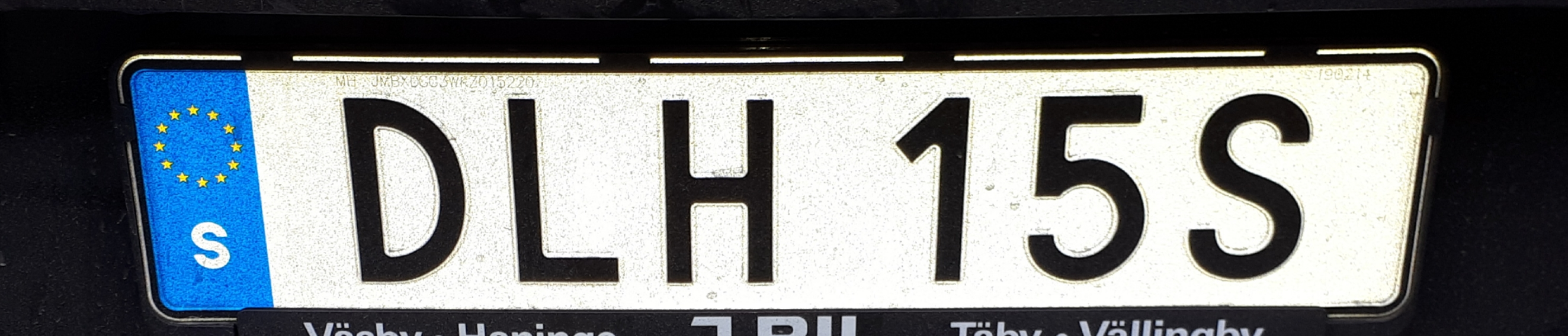
Model de matrícula sueca a partir del 2019.

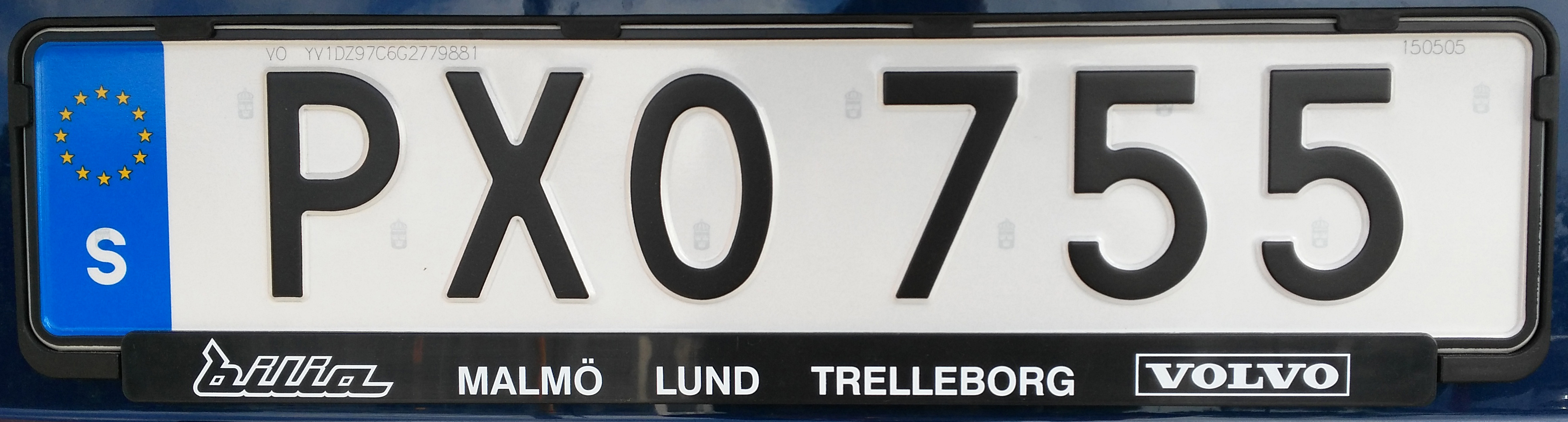
Model de matrícula sueca 2014-2019 (sense adhesiu) encara en vigor.

Les plaques de matrícula dels vehicles de Suècia segueixen des del 2019 un sistema alfanumèric format per dos grups de tres lletres i dues xifres més una lletra separades per un espai buit, ( ABC 12D de color negre sobre un fons blanc. Les mides segueixen l'estàndard europeu, Tipus 1: 520x110 mm, Tipus2: 300x110 mm (en aquest cas no hi ha cap espai buit entre les lletres i les xifres) i Tipus 3: 170x150 mm (per a motocicletes i ciclomotors. La combinació alfanumèrica no té connexió amb cap ubicació geogràfica, però l'última xifra serveix per indicar quan s'ha de passar la inspecció tècnica del vehicle (ja que abans del 2014 ho indicava l'adhesiu obligatori ubicat al centre).
El format és el comú a la resta de plaques de la Unió Europea, pel que també porta l'eurofranja blava a l'extrem esquerre amb les estrelles de la bandera europea i el codi internacional del país, S.
De l'alfabet suec s'utilitzen totes les lletres excepte la I, Q, V, Å, Ä i Ö. A més, existeix un llistat de 91 combinacions de lletres publicada per l'Agència Sueca del Transport (Transport Styrelsen) que tampoc es poden utilitzar ni a les plaques ordinàries ni a les plaques personalitzades, ja que tenen connotacions ofensives, polítiques o inadeqüades.

## Tipografia

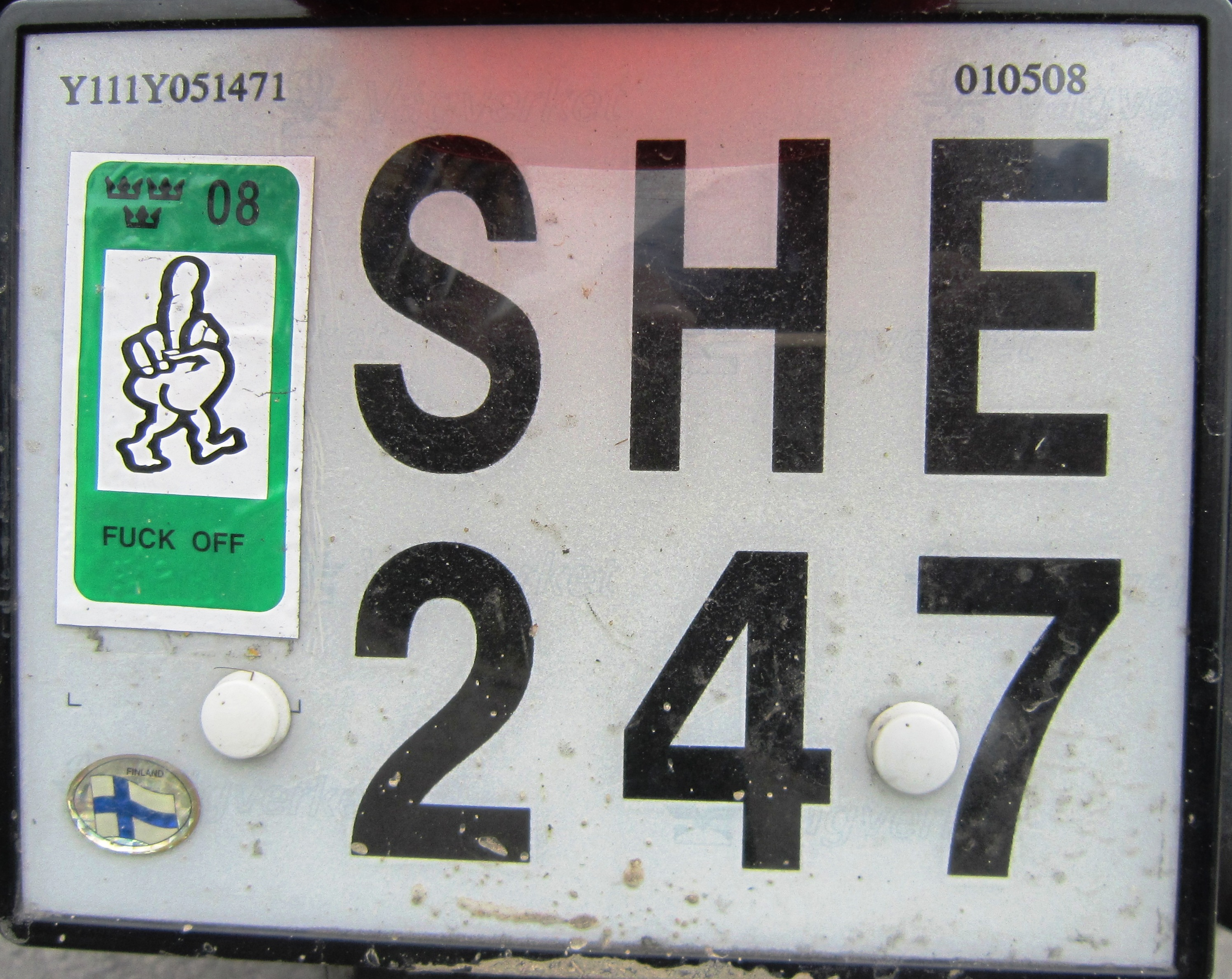
Mostra de la tipografia Helvètica bold (període 1994-2001).

Suècia va començar a utilitzar una tipografia derivada de DIN 1451 el 1972. Del 1994 i fins al 2001, però va canviar a una forma modificada de l'Helvètica Bold, a continuació, el 2002 va tornar al DIN 1451 de nou. Durant el primer període DIN (fins al 1994) va emprar les formes modernes dels números 6 i 9 els quals acabaven amb "cues" en diagonal, mentre que en l'actualitat s'estan utilitzant els caràcters originals amb cues de mig punt.

## Codificació
La següent taula mostra quan tenen l'obligació de passar la inspecció tècnica els vehicles matriculats abans del 2019 i que ve indicada per l'última xifra de la sèrie alfanumèrica de la matrícula.
| Última xifra | Mes      | Període d'inspecció |
| ------------ | -------- | ------------------- |
| 1            | Gener    | Novembre-Març       |
| 2            | Febrer   | Desembre-Abril      |
| 3            | Març     | Gener-Maig          |
| 4            | Abril    | Febrer-Juny         |
| 5            | Juny     | Maig-Setembre       |
| 6            | Agost    | Juny-Octubre        |
| 7            | Setembre | Juliol-Novembre     |
| 8            | Octubre  | Agost-Desembre      |
| 9            | Novembre | Setembre-Gener      |
| 0            | Desembre | Octubre-Febrer      |

## Lletres i combinacions prohibides
De l'alfabet suec s'utilitzen totes les lletres excepte la I, Q, V, Å, Ä i Ö. Com que a partir de 2019 es pot utilitzar una lletra en comptes de la darrera xifra de la combinació; aquest caràcter també exclou la lletra O per no arriscar-se a la confusió amb 0 (zero). A més, existeix un llistat de 91 combinacions de lletres publicada per l'Agència Sueca del Transport (Transport Styrelsen) que tampoc es poden utilitzar ni a les plaques ordinàries ni a les personalitzades, per tenir connotacions ofensives, polítiques o inadeqüades.
A la tardor de 2010, l'Agència Sueca del Transport va revisar quines combinacions de lletres quedaven excloses i per què. [8] Amb l'ambició d'un nou enfocament uniforme i consistent, l'Agència Sueca del Transport ara generalment impedeix les combinacions per sis motius diferents:
- Paraules o conceptes que poden utilitzar-se per a menysprear persones, com ara FEG, FUL i LAT.
- Paraules o conceptes amb significats corporals o sexuals, com ara LEM, NYP, GAY, FAG i RAP.
- Paraules o conceptes amb significats relacionats amb les drogues, com ara GHB, LSD i XTC.
- Abreviatures per a determinades organitzacions, com ara ETA, KKK i BSS.
- Paraules que són números, com ara TRE, FEM i SJU.
- MLB perquè és utilitzat pels fabricants d'automòbils per a cotxes en operacions de prova i per a publicitat d'imatges i pel·lícules.[8]

Les combinacions següents són aquelles que actualment es consideren inadequades per a les combinacions:
| Inicial de la combinació | Combinacions no assignables                           | Combinacions afegides el 2010                                                             |
| ------------------------ | ----------------------------------------------------- | ----------------------------------------------------------------------------------------- |
| A                        | APA, ARG, ASS                                         |                                                                                           |
| B                        |                                                       |                                                                                           |
| C                        | CUC, CUK                                              |                                                                                           |
| D                        | DUM                                                   | DYR                                                                                       |
| E                        | ETA, ETT                                              |                                                                                           |
| F                        | FAG, FAN, FEG, FEL, FEM, FES, FET, FNL, FUC, FUK, FUL |                                                                                           |
| G                        | GAM (ar), GAY, GEJ, GEY, GHB, GUD, GYN                | GAS, (tam)GET, GLO, GOM (men), GUB, GUC, GUK                                              |
| H                        | HAT, HBT (Q), HKH, HOR, HOT                           | HAL, HAN, HAO, HAR, HAS, HER, HES (het), HET, HJO, HMO, HOM, HON, HRA, HUD, HUK, HUS, HUT |
|                          | JUG, JUK, JUO, JUR                                    |                                                                                           |
| K                        | KGB, KKK, KUC, KUF, KUG, KUK, KYK                     | KDS                                                                                       |
| L                        | (För)LAM (ning), LAT, LEM, LOJ, LSD, LUS              | LUZ                                                                                       |
| M                        | MAD, MAO, MEN, MES, MLB, MUS                          | MAS, MUT                                                                                  |
| N                        | NAZ, NRP, NSF, NYP                                    | NEJ, NJA, NOS, NUP, NYS                                                                   |
| O                        | OND (ska), OOO, ORM (ar),                             | ORA, OST, OXE                                                                             |
| P                        | PAJ, PKK, PLO, PMS, PUB                               | PAP, PES, PNS, PRO, PUC, PUK, PYS                                                         |
| R                        | RAP (ning), RAS, ROM, RPS, RUS                        | REA, RUG, RUK                                                                             |
| S                        | SEG, SEX, SJU, SOS, SPY, SUG, SUP, SUR                | SAB, SAC, SAF, SAP, SAT, SEK, SOP, SSU, SWE, SYF                                          |
| T                        | TBC, TOA, TOK, TRE, TYP                               | TAJ, TOT                                                                                  |
| U                        | UFO, USA                                              | UCK, UFF, UPA, USH                                                                        |
| W                        | WAM, WAR, WWW                                         | WTC                                                                                       |
| X                        | XTC, XTZ, XXL, XXX                                    | XUK                                                                                       |
| Y                        |                                                       |                                                                                           |
| Z                        | ZEX, ZOG, ZPY, ZUG, ZUP, ZOO                          |                                                                                           |

## Altres tipus
Els vehicles com els cotxes de policia, camions de bombers, autobusos públics i troleibusos utilitzen el mateix tipus de placa que els cotxes particulars i no es poden distingir directament per la placa de matrícula, mentre que els vehicles militars si que porten unes plaques especials.

### Taxis
Els taxis porten unes plaques amb caràcters negres sobre un fons groc. La numeració és igual a la dels vehicles particulars però s'hi afegeix una T més petita al final. Les mides són 480mm x 110mm.

### Vehicles militars
Els vehicles militars porten unes plaques amb caràcters grocs sobre un fons negre. La numeració es compon de cinc a sis xifres (ex. 12345(6)) i l'assigna la FMV (Försvarets materielverk). La numeració es va introduir el 1941 i actualment es continua utilitzant el model i la tipografia d'abans del 1973.

### Temporals
Les matrícules de caràcter temporal, per a vehicles destinats a l'exportació o la importació, tenen els caràcters blancs sobre un fons vermell. La combinació és la mateixa que la de la resta de vehicles, però s'hi afegeix la data i mes (a l'esquerra) i l'any (a la dreta) de caducitat de la matrícula.

### Diplomàtiques
Els vehicles diplomàtics porten unes plaques amb caràcters negres sobre un fons blau. La numeració es compon de dues lletres seguides de tres xifres i una lletra més (ex. AB123C). Les dues primeres lletres indiquen la missió diplomàtica a la qual pertany el vehicle i aquestes no corresponen a cap acrònim sinó que estan assignades per ordre alfabètic del nom del país en francès, així AA denota Sud-àfrica, (és a dir Afrique du Sud) i així successivament. Les xifres són una combinació aleatòria i l'última lletra indica la tasca diplomàtica. Les mides són 480mm x 110mm.
Codis diplomàtics
- AA – Sud-àfrica
- AB – Albània
- AC – Algèria
- AD – Alemanya
- AE – Armènia
- AF – Estats Units d'Amèrica
- AG – Angola
- AH – Aràbia Saudita
- AJ – Argentina
- AK – austràlia
- AL – Àustria
- AM – Bangladesh
- AN – Bèlgica
- AP – Bolívia
- AR – Botswana
- AS – Brasil
- AT – Bulgària
- AU – Canadà
- AW – Xile
- AX – Xina
- AY – Colòmbia
- AZ – Corea del Sud
- BA – Corea del Nord
- BB – Afganistan
- BC – Cuba
- BD – Dinamarca
- BE – Repúnlica Dominicana
- BF – Egipte
- BG – Equador
- BH – Espanya
- BJ – Etiòpia
- BK – Finlàndia
- BL – França
- BM – Regne Unit de la Gran Bretanya i Irlanda del Nord
- BN – Gràcies
- BP – Guatemala
- BR – Kazakhstan
- BS – Hongria
- BT – Índia
- BU – Indonèsia
- BW – Iraq
- BX – Iran
- BY – Irlanda
- BZ – Islàndia
- CA – Israel
- CB – Itàlia
- CC – Japó
- CD – Kenya
- CE – Laos
- CF – Líban
- CG – Líbia
- CH – Malàisia
- CJ – Marroc
- CK – Mèxic
- CL – Moçambic
- CM – Nicaragua
- CN – Nigèria
- CP – Noruega
- CR – Qatar
- CS – Pakistan
- CT – Panamà
- CU – Països Baixos
- CW – Perú
- CX – Filipines
- CY – Polònia
- CZ – Portugal
- DA – Romania
- DB – Senegal
- DD – Sri Lanka
- DE – Suïssa
- DF – Tanzània
- DG – República Txeca
- DH – Tailàndia
- DJ – Tuníssia
- DK – Turquia
- DL – Rússia
- DM – Uruguai
- DN – Veneçuela
- DP – Vietnam
- DR – Sèrbia
- DS – Zàmbia
- DT – Zimbabwe
- DU – Alt Comissariat de les Nacions Unides per als Refugiats (ACNUR)
- DW – World Maritime University (WMU)
- DX – Consell Nòrdic
- DY – Namíbia
- DZ – Sudan
- EA – Agència Espacial Europea
- EB – Unió Europea
- EC – Burundi
- ED – Estònia
- EE – Letònia
- EF – Lituània
- EG – Croàcia
- EH – Eslovènia
- EJ – Eslovàquia
- EK – Bòsnia Herzegovina
- EL – Eritrea
- EM – Ucraïna
- EN – Xipre
- EP – Macedònia del Nord
- ER – Kuwait
- ES – Hondures
- ET – Rwanda
- EV – Institut Internacional per a Democràcia i l'Assistència Electoral (IDEA)
- EX – Cap Verd
- EY – Consell d'Estats de la Mar Bàltica (CBSS)
- FA – Bielorússia
- FB – República Democràtica del Congo
- FC – El Salvador
- FD – Síria
- FE – Global International Waters Assessment
- FF – Ciutat del Vaticà
- FG – Comissió Europea
- FH – Global Water Partnership
- FJ – Emirats Àrabs Units
- FK – Moldàvia
- FL – Geòrgia
- FM – Azerbaidjan
- FN – Nova Zelanda
- FP – Mongòlia
- FS – República del Congo
- FT – Kosovo
- FU – Paraguai
- FW – Estat de Palestina

## Confusió amb les plaques lituanes

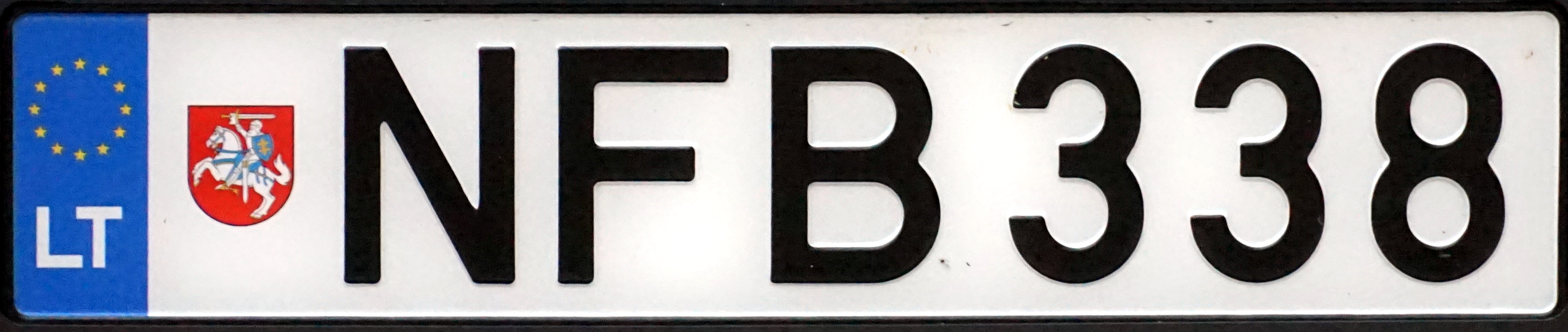
Model actual de matrícula a Lituània.

El sistema fiscal de l'impost de congestió d'Estocolm utilitza el reconeixement automàtic de matrícules per identificar les plaques, però aquest sistema no pot distingir entre les plaques sueques i les lituanes, ja que aquestes són gairebé idèntiques (totes dues tenen una combinació de tres lletres i tres xifres). En un inici els automòbils no suecs no han de pagar aquest impost, però degut a la confusió que fa el sistema, aquest impost se li cobra al propietari d'un automòbil suec que tingui una matrícula igual. Fins i tot després de l'aplicació d'aquest impost als cotxes estrangers, el problema persisteix.

## Història

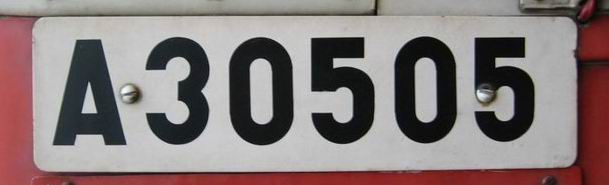
Placa de la ciutat d'Estocolm, abans de 1973.

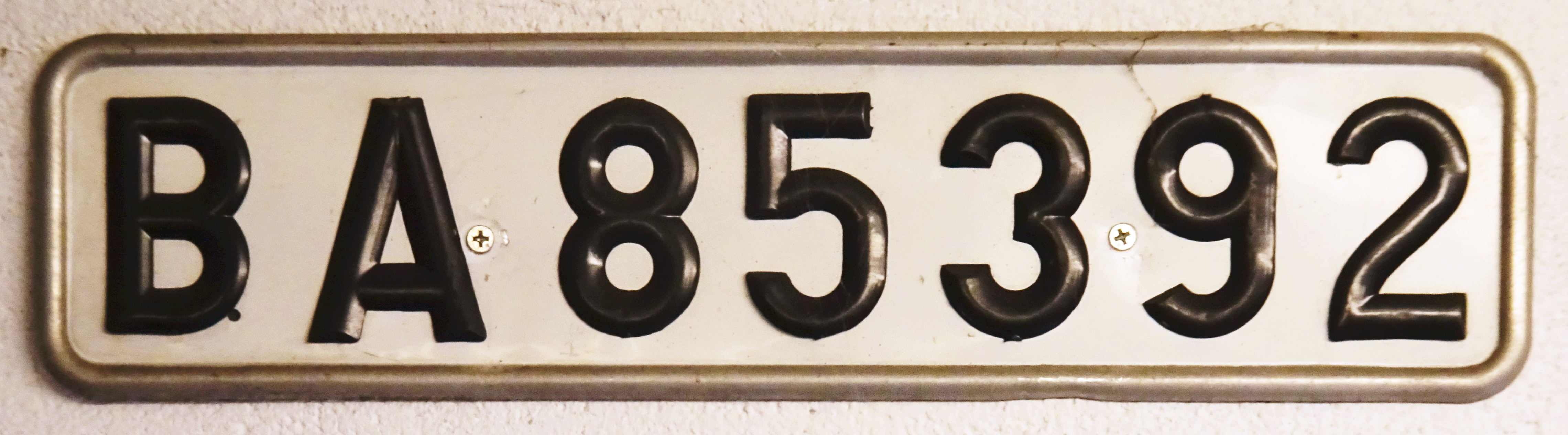
Placa del comtat d'Estocolm, abans de 1973.

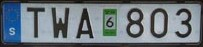
Matrícula amb l'adhesiu obligatori (de 2001 a 2013).

### 1906-1973
Fins a 1973 les plaques contenien una o dues lletres i un màxim de cinc dígits. Les lletres eren codis estandarditzats per als diferents comtats del país. Una segona lletra (A o B) es va utilitzar en alguns comtats per als quals les 5 xifres no eren suficients per cobrir tots els vehicles.
El següent llistat mostra la codificació en comtats utilitzada durant aquest període:
- A, AA, AB - Ciutat d'Estocolm
- B, BA, BB - Comtat d'Estocolm
- C - Comtat d'Uppsala
- D - Comtat de Södermanland
- E, EA - Comtat d'Östergötland
- F, FA - Comtat de Jönköping
- G - Comtat de Kronoberg
- H - Comtat de Kalmar
- I - Comtat de Gotland
- K - Comtat de Blekinge
- L, LA - Comtat de Kristianstad (avui dia part del Comtat de Skåne)
- M, MA, MB - Comtat de Malmöhus (avui dia part del Comtat de Skåne)
- N - Comtat de Halland
- O, OA, OB - Comtat de Göteborgs i Bohus (avui dia part del Comtat de Västra Götaland)
- P, PA - Comtat d'Älvsborg (avui dia part del Comtat de Västra Götaland)
- R - Comtat de Skaraborg (avui dia part del Comtat de Västra Götaland)
- S, SA - Comtat de Värmland
- T, TA - Comtat d'Örebro
- U, UA - Comtat de Västmanland
- W, WA - Comtat de Kopparberg (avui dia Comtat de Dalarna)
- X, XA - Comtat de Gävleborg
- Y - Comtat de Västernorrland
- Z - Comtat de Jämtland
- AC - Comtat de Västerbotten
- BD - Comtat de Norrbotten
- Sense lletra - Vehicles militars

Aquest sistema va deixar d'utilitzar-se a partir de 1974 i tots els vehicles hagueren de reemplaçar les plaques. Per aquest motiu no hi ha plaques històriques a Suècia, ja que els cotxes històrics utilitzen plaques amb aquest sistema. Tots els vehicles de més de 30 anys i no utilitzats com a vehicle comercial són considerats vehicle veterà per l'autoritat viària, i estan exempts d'impostos. Només necessiten passar la inspecció de vehicles cada dos anys. Aquests vehicles utilitzen plaques ordinàries i l'adhesiu corresponent.